# Апшер (округ, Техас)
Шаблон:StateAbbr_ 32°44′ пн. ш. 94°56′ зх. д. / 32.73° пн. ш. 94.94° зх. д.
Округ Апшер (англ. Upshur County) — округ (графство) у штаті  Техас, США. Ідентифікатор округу 48459.

## Історія
Округ утворений 1846 року.

## Демографія
За даними перепису 2000 року загальне населення округу становило 35291 осіб, зокрема міського населення було 6966, а сільського — 28325. Серед мешканців округу чоловіків було 17241, а жінок — 18050. В окрузі було 13290 домогосподарств, 10035 родин, які мешкали в 14930 будинках. Середній розмір родини становив 3,05.
Віковий розподіл населення поданий у таблиці:
| Стать    | До 15 років | 15-21 | 22-29 | 30-39 | 40-49 | 50-65 | 65-85 | Понад 85 |
| -------- | ----------- | ----- | ----- | ----- | ----- | ----- | ----- | -------- |
| Чоловіки | 4009        | 1855  | 1411  | 2263  | 2690  | 2894  | 1958  | 161      |
| Жінки    | 3699        | 1735  | 1489  | 2479  | 2664  | 3058  | 2491  | 435      |

## Суміжні округи
- Кемп — північ
- Морріс — північний схід
- Маріон — схід
- Гаррісон — південний схід
- Грегг — південь
- Сміт — південний захід
- Вуд — захід

## Виноски
1. ↑  U.S. Decennial Census. United States Census Bureau. Архів оригіналу за 2 серпня 2018. Процитовано 11 травня 2015.
2. ↑  Texas Almanac: Population History of Counties from 1850–2010 (PDF). Texas Almanac. Архів оригіналу (PDF) за 26 лютого 2015. Процитовано 11 травня 2015.
3. ↑  State & County QuickFacts. United States Census Bureau. Архів оригіналу за 22 липня 2011. Процитовано 29 грудня 2013. [Архівовано 2011-10-18 у Wayback Machine.](англ.) Наведено за англійською вікіпедією.
4. ↑  American FactFinder. Бюро перепису населення США. Архів оригіналу за 26 лютого 2012. Процитовано 31 січня 2008. [Архівовано 2008-05-21 у Wayback Machine.]

| США | Це незавершена стаття з географії США. Ви можете допомогти проєкту, виправивши або дописавши її. |